# John Poo Beresford
Sir John Poo Beresford (født 1766, død 2. oktober 1844) var en engelsk admiral.
Han indtrådte i marinen 1782, blev løjtnant 1790 og havde som sådan et særlig hemmeligt hverv i Genova og Torino, men måtte flygte forklædt. 1794 var han chef for korvetten The Lynx og kæmpede mod to større franske orlogsmænd og frelste sin konvoj. Han bjærgede senere med stor dygtighed fregatten Thetis, som var drevet på land, og erobrede en stor fransk kaper. For disse fortjenester forfremmedes han til kaptajn (kommandør) og fregatchef. Erobrede 1795 med fregatten The Hussar to større franske orlogsskibe og fik som belønning kommandoen over det ene, med hvilket han kæmpede mod og forjog et fransk linjeskib og erobrede et stort, rigtladet spansk skib ved Bahama og drev et andet på land.
1798 sendtes Beresford til Vestindien, og okkuperede de danske og svenske øer og udmærkede sig på flere måder. Senere var han øverstbefalende på stationen ved Halifax, hvor han for sin dygtighed og energi fik handelsstandens anerkendelse. Han sendtes herfra til Ferrol på blokade, men detacheredes
1808 med tre skibe for at blokere Lorient. Den franske admiral Villaumez forjog ham vel, men han vendte snart efter tilbage og hævdede derefter sin stilling. Beresford benyttedes senere (1810) først som øverstkommanderende for blokaden ved Brest, gik derefter til Lissabon, hvor han opererede mod franskmændene sammen med lord Wellington. I krigen med hollænderne blokerede han 1811 Texel og var året efter mod Amerika i egenskab af commodore. 1814 udnævntes han til baronet og kort efter til kontreadmiral. 1820-1823 var han chef for stationen ved Leith og blev ved denne lejlighed æresborger i Edinburgh, ligesom han 1821 forfremmedes til viceadmiral. 1838 blev han virkelig admiral. 1812-1835 var han tillige parlamentsmedlem.